# Światowe Dni Młodzieży 1985
Światowe Spotkanie Młodych w Rzymie odbyło się w dniach 29–31 marca 1985 roku. Jego organizatorem był papież Jan Paweł II. Były to główne kościelne obchody Międzynarodowego Roku Młodzieży zorganizowanego przez ONZ. 
Zanim młodzież zjechała się do Rzymu papież wystosował 8 grudnia 1984 roku Orędzie na Światowy Dzień Pokoju poświęcone młodym. Następnie zaprosił młodzież na Niedzielę Palmową do Rzymu, na Światowe Spotkanie Młodych. Na papieski apel odpowiedziało 350 tysięcy młodych z około 70 krajów całego świata. Papież wybrał Niedzielę Palmową na datę spotkania, ponieważ rok wcześniej, właśnie w Niedzielę Palmową Kościół katolicki obchodził Jubileusz Młodych, obchodzony z okazji Roku Świętego 1983/1984 (1950 rocznica śmierci i zmartwychwstania Jezusa Chrystusa). 
Hasłem tego wielkiego spotkania były słowa: Abyście umieli zdać sprawę z nadziei, która jest w was (1P 3:15). Z okazji Roku Młodzieży papież wystosował List Apostolski do młodych. Był to pierwszy tego typu dokument skierowany wyłącznie do młodych.  
Jan Paweł II po Światowym Spotkaniu Młodych w Rzymie postanowił ogłosić począwszy od 1986 roku Światowe Dni Młodzieży.